# Baron Haversham
Baron Haversham war ein erblicher britischer Adelstitel, der zweimal verliehen wurde. Beide verliehenen Titel sind erloschen.

## Geschichte des Titels

### Erste Verleihung 1696
Die erste Verleihung erfolgte am 4. Mai 1696 in der Peerage of England als Sir John Thompson, 1. Baronet zum Baron Haversham, of Haversham in the County of Buckingham, erhoben wurde. Zuvor war er Mitglied des Unterhauses (House of Commons) und vertrat dort zwischen 1685 und 1696 den Wahlkreis Gatton. Bereits 1673 war er in der Baronetage of England zum Baronet, of Haversham in the County of Buckingham, erhoben worden. Bei seinem Tod am 1. November 1710 erbte sein Sohn Maurice Thompson den Titel als 2. Baron Haversham. Dieser war ebenfalls Abgeordneter des Unterhauses und vertrat dort von 1695 bis 1698 den Wahlkreis Bletchingley sowie zwischen 1698 und 1705 wie sein Vater den Wahlkreis Gatton. Nach seinem Tode am 11. April 1745 erloschen die Titel als Baron Haversham und Thompson Baronet.

### Zweite Verleihung 1906
Die zweite Verleihung erfolgte am 11. Januar 1906 in der Peerage of the United Kingdom als der Politiker der Liberal Party Sir Arthur Divett Hayter, 2. Baronet zum Baron Haversham, of Bracknell in the County of Berkshire, erhoben wurde. Dieser war mit Unterbrechungen 23 Jahre lang Mitglied des House of Commons sowie zwischen 1880 und 1882 Lord im Schatzamt und danach von 1882 bis 1885 als Finanzsekretär im Kriegsministerium. Dessen Vater war der Politiker William Goodenough Hayter, der von 1837 bis 1865 ebenfalls Mitglied des Unterhauses sowie zeitweilig Finanzsekretär und Parlamentarischer Sekretär des Schatzamtes war und 1858 in der Baronetage of the United Kingdom zum Baronet, of South Hill Park in the County of Berkshire, erhoben wurde. Nach dem Tode von Arthur Hayter am 10. Mai 1917 erloschen die Titel als Baron Haversham und Hayter Baronet.

## Liste der Titelinhaber

### Baron Haversham; erste Verleihung (1696)
- John Thompson, 1. Baron Haversham (1648–1710)
- Maurice Thompson, 2. Baron Haversham (1675–1745)

### Hayter Baronets, of South Hill Park (1858)
- William Goodenough Hayter, 1. Baronet (1792–1878)
- Arthur Divett Hayter, 2. Baronet (1835–1917) (Erhebung zum Baron Haversham 1906)

### Baron Haversham; zweite Verleihung (1906)
- Arthur Divett Hayter, 1. Baron Haversham (1835–1917)